# Caso alativo
Alativo é um caso gramatical que exprime a noção de "direção voltada para o exterior". Ele está presente em algumas línguas, como o finlandês, o estoniano e o groenlandês. Em Finlandês termina em -lle. Por exemplo: pöytä (mesa) e pöydälle (para a [superfície da] mesa).